# Relaciones Paraguay-Uruguay
La República del Paraguay y la República Oriental del Uruguay establecieron relaciones diplomáticas el 6 de abril de 1845. Paraguay tiene una embajada en Montevideo, mientras que Uruguay tiene una embajada en Asunción.

## Descripción
José Gervasio Artigas, la figura histórica más celebrada en Uruguay, pasó sus últimos 30 años de vida en el exilio en Paraguay. En la década de 1920, fue inaugurada una escuela en la casa de Artigas en ese país. Durante la Guerra de la Triple Alianza, en la que Uruguay formó parte del bando contra Paraguay los soldados de ambos países se enfrentaron entre sí en las batallas de Yatay, Tuyutí y Curupayty. Ambos países fueron miembros fundadores del Mercosur y a la vez miembros plenos  del Grupo de Río, la Unión Latina, la Asociación de Academias de la Lengua Española, la OEA, la OEI, UNASUR, del URUPABOL y del Grupo de Cairns. Ambas naciones son agrupadas porque comparten el sufijo "guay", de origen guaraní. 

## Comparación entre ambos países
| Nombre común                   | Paraguay                                                             | Uruguay                                                             |
| Nombre completo                | República del Paraguay                                               | República Oriental del Uruguay                                      |
| ------------------------------ | -------------------------------------------------------------------- | ------------------------------------------------------------------- |
| Escudo de armas                |                                                                      |                                                                     |
| Bandera                        | Bandera de Paraguay                                                  | Bandera de Uruguay                                                  |
| Población                      | 7,292,672                                                            | 3,286,314                                                           |
| Área                           | 406,752 km² (157 mi²)                                                | 176,215 km² (68,0 mi²)                                              |
| Densidad de población          | 17,2 km² (6,6 mi²)                                                   | 18,6 km² (7,2 mi²)                                                  |
| Capital (y ciudad mas poblada) | Asunción - 525,294 (2,198,662 metropolitana)                         | Montevideo - 1,305,082 (1,947,604 metropolitana)                    |
| Gobierno                       | República constitucional presidencial unitaria                       | República constitucional presidencial unitaria                      |
| Fundación                      | 14 de mayo de 1811 (declarada), 25 de noviembre de 1842 (reconocida) | 25 de agosto de 1825 (declarada), 27 de agosto de 1828 (reconocida) |
| Primer líder                   | José Gaspar Rodríguez de Francia                                     | Fructuoso Rivera                                                    |
| Líder actual                   | Santiago Peña                                                        | Luis Alberto Lacalle Pou                                            |
| Lenguas oficiales              | Español y guaraní                                                    | Ninguno (español de facto)                                          |
| PIB (nominal)                  | $28,743 mil millones ($4,133 per cápita)                             | $58,123 mil millones ($16,638 per cápita)                           |
| PIB (PPP)                      | $68,005 mil millones ($9,779 per cápita)                             | $77,800 mil millones ($16,638 per cápita)                           |